# Control (відеогра)
Control — це пригодницька відеогра, розроблена компанією Remedy Entertainment та опублікована 505 Games. Події розвиваються навколо Федерального бюро контролю (ФБК), секретного урядового відомства США, яке збирає та вивчає явища, що порушують закони реальності. Гравці досліджують Найстаріший дім — паранормальну штаб-квартиру ФБК в Нью-Йорку і використовують потужні здібності для того, щоб перемогти смертельного ворога, відомого як «Гісс», який вторгся з іншого світу та спотворив реальність. Control видано 27 серпня 2019 року для Microsoft Windows, PlayStation 4 та Xbox One.

## Ігровий процес
Як і в попередніх проектах Remedy, Control гра відбувається від третьої особи. Вона створена за допомогою рушія Northlight Engine, який вперше був використаний у Quantum Break. Гравець носить надприродну вогнепальну зброю, яку можна пристосувати до різноманітних завдань. Окрім Службової зброї, Джессі також володіє різноманітними надприродними здібностями, включаючи телекінез, левітацію та можливість контролювати певних ворогів. Службова зброя та здібності Джессі витрачають енергію Джессі, для балансу в їх використанні. Службову зброю можна оновлювати протягом усієї гри за допомогою дерева навичок; щоб здобути нові сили, гравці повинні знайти різні об'єкти сили — звичайні предмети, на які діяли надприродні сили, — приховані по всьому Найстарішому дому. Завдяки багатогранності гри, бойову систему Control можна налаштувати під особистий стиль гри гравця. Здоров'я в грі не відновлюється автоматично, його потрібно забрати у вбитих ворогів.
Події Control відбуваються у Найстарішому домі, бруталістському хмарочосі в Нью-Йорку, якого в грі називають «Місцем сили». Всередині Найстаріший дім набагато більший, ніж зовні. Локації організовано у відкритий світ, який можна досліджувати нелінійно, на відміну від попередніх ігор Remedy, які були переважно лінійними. Оскільки гравець відкриває нові здібності протягом всієї гри, нові райони Найстарішого дому можуть досліджуватися, відкриваючи різні додаткові квести. Деякі контрольні точки можуть використовуватися для швидкого переміщення по будівлі після їх очищення від ворогів. Нова система ШІ, відома як «Encounter Director», контролює взаємодію з ворогами на основі рівня розвитку гравця та місця розташування в Найстарішому домі. Вороги в Control — це переважно агенти ФБК, якими володіє Гісс, потойбічна сила. Вони варіюються від звичайних людей, що носять вогнепальну зброю, до сильно мутованих людей, які мають різноманітні суперсили. Деякі здібності Джессі дозволяють їй тимчасово захоплювати контроль над думками ворогів, перетворюючи їх на своїх союзників і дозволяючи використовувати їхні здібності на користь гравця.

## Сюжет

### Передісторія
Події Control розгортаються навколо підпільного урядового відомства США, відомого як Федеральне бюро контролю (ФБК). Мета ФБК полягає в тому, щоб вивчати і контролювати предмети та явища, які протистоять законам науки. Вони шукають паранормальні явища в національному масштабі. Деякі змінені елементи, відомі як «Об'єкти сили» можна використовувати в грі для отримання нових здібностей. Інші світові сили просочуються до Найстарішого дому, включаючи Гісс, невстановлену силу, яка виступає головним антагоністом у Control. Під час подій гри «Гісс» вторгається в Найстаріший дім та ФБК, а Джессі Фейден покладається завдання відновити контроль над надприродною спорудою та навести порядок у Бюро.

### Сюжет
У жовтні 2019 року Джессі Фейден отримує телепатичне послання від особи, що називає себе Поларис і обіцяє допомогти в пошуках зниклого брата Джессі — Ділана. Джессі прибуває в споруду, знану як Найстаріший дім, де виявляє тіло Захарії Тренча, і Поларис наказує їй забрати його службову зброю. Джессі переміщується в астральний план споруди, де Рада керівників призначає її новим директором ФБК замість Тренча. Виходячи з офісу Тренча, Джессі зазнає нападу агентів ФБК, одержимих сутністю, яку Джессі називає «Гісс» (дослівно «Шипіння»). Найстаріший дім виявляється аварійно заблокований через поширення «Гісс», і осередками безпеки лишаються тільки місця, де встановлено резонансні підсилювачі Hedron (HRA), створені зниклим вченим Бюро, доктором Каспером Дарлінгом. Джессі погоджується допомогти вцілілим агентам ФБК повернути контроль над будівлею та стримати «Гісс» в обмін на інформацію про Ділана.
Використовуючи Об'єкт сили, відомий як «Гаряча лінія», Джессі спілкується з покійним Тренчем і дізнається, що його колишня команда менеджерів знає секрети Бюро. Після зняття блокування будівлі в Секторі технічного обслуговування Джессі потрапляє в Дослідницький сектор у пошуках Гелен Маршалл, однієї з учасниць команди Тренча, якій вона допомагає забезпечити виробництво більшої кількості HRA. Маршалл розповідає, що Ділан, відомий як прем'єр-кандидат 6 або P6, був готовий стати наступником Тренча на посаді директора Бюро через його величезні надприродні здібності. Однак після вбивства кількох агентів Бюро Ділана визнали надто небезпечним і закрили в секторі стримування. Джессі вирушає в сектор, щоб знайти Ділана, але дізнається, що він втік і здався Бюро у Виконавчому секторі. Ділан розповідає Джессі, що «Гісс» увійшло до Найстарішого будинку через аномальний слайд-проєктор.
Ахті, надприродна сутність, яка прикидалася прибиральником, дає Джессі касетний програвач, який дає їй змогу переміщатися складним лабіринтом, що захищає камеру проєктора в дослідницькому секторі. Вона виявляє, що слайд-проєктор відсутній, але дізнається, що Тренч і Дарлінг використовували пристрій для входу в альтернативний вимір, відомий як Slidescape-36, де вони виявили сутність, яку назвали Гедрон. Джессі знаходить Гедрона і виявляє, що це і є Полярис. Але слідом «Гісс» знищує Гедрона та вторгається в розум Джессі. Проте Джессі відкриває, що Полярис тепер у ній і рятується.
Джессі дізнається, що Тренч був першою особиною, якою оволодів «Гісс» під час експедицій на Slidescape-36, і організував проникнення «Гісса» в Найстаріший дім. Джессі знаходить слайд-проєктор у Виконавчому секторі, де Ділан і «Гісс» намагаються увійти в астральний план. Джессі вимикає слайд-проєктор, портал закривається і вплив «Гісса» зникає, але Ділан впадає в кому. Найстаріший дім лишається під блокуванням, наповнений маріонетками «Гісса». Але Джессі змирилася зі своєю новою роллю директора та вирішує знайти рішення разом із вцілілим персоналом ФБК.

## Розробка
Гра розроблена компанією Remedy Entertainment. Майкл Касурінен, який працював над попереднім проектом Remedy, Quantum Break, є режисером гри, а Сем Лейк — сценаристом і творчим керівником гри. Розробка гри розпочалась ще до виходу Quantum Break. Замість того, щоб зосередитись на створенні великої та складної історії, письменники гри приділяють більше уваги створенню ігрового світу та всесвіту, який достатньо багатий, щоб гравці могли скласти власні історії. Лейк запевнив гравців, що гра, тим не менш, містить сильний сюжет.
У травні 2017 року Ремеді оголосив, що вони спільно з 505 Games опублікували гру, під кодовою назвою «P7». 505 надали маркетингову та видавничу підтримку та фонд у розмірі 7,75 млн євро для розвитку гри, але Remedy зберігає права інтелектуальної власності над Control. У прес-релізі Remedy сказали, що гра буде мати складну механіку геймплею. Remedy працювали над P7 разом з двома іншими проектами. Гра була офіційно представлена на прес-конференції Sony Interactive Entertainment на E3 2018. Це стала перша гра Remedy на платформі Sony з 2003 року після Max Payne 2: The Fall of Max Payne. Основний акторський склад гри був оголошений на New York Comic Con в 2018 році, що складався з різних зірок з попередніх ігор Remedy. Кортні Гоуп, яка зіграла персонажа Бет Уайлдер у Quantum Break, зіграє роль Джессі Фейден, а Джеймс Маккафрі, відомий своїми ролями титулярного персонажа Макса Пейна та Томаса Зейн у Alan Wake, гратиме Захарія Тренча. Меттью Порретт, відомий своєю роллю персонажа Алана Вейка, також фігурує як доктор Каспер Дарлінг.

## Оцінки й відгуки
| Агрегатор  | Оцінка                                                                                               |
| ---------- | --- |
| Metacritic | PC: 85/100 PS4: 82/100 XONE: 84/100 PC (Ultimate Edition): 84/100 NS: 72/100 PS5: 85/100 XSX: 87/100 |

| Видання                   | Оцінка  |
| ------------------------- | ------- |
| Destructoid               | 9/10    |
| Electronic Gaming Monthly | [ 29 ]  |
| Game Informer             | 8.75/10 |
| GameRevolution            | 4.5/5   |
| GameSpot                  | 8/10    |
| GamesRadar+               | [ 33 ]  |
| Giant Bomb                | [ 34 ]  |
| IGN                       | 8.8/10  |
| PC Gamer (США)            | 88/100  |
| VideoGamer.com            | 8/10    |

Control зібрала «загалом схвальні» рецензії на агрегаторі рецензій Metacritic.
Згідно з Джонатоном Дорнбушем з IGN, дія Control відбувається в надзвичайно дивному паранормальному світі, а екстрасенсорні здібності та зброя Джессі створюють захопливі дистанційні сутички. Завдяки потужному акторському складу другого плану, добре написаному сценарію та багатьом інтригуючим шляхам, Найстаріший дім цікаво досліджувати, навіть якщо особиста історія Джессі губиться на його фоні.
Пітер Браун відгукнувся в GameSpot, що гра має видатний візуальний стиль, цікавий сюжет, який спонукає до досліджень ігрового світу, та стильні бої, що поєднують надприродні сили та стрілянину. Хоча навігація в Найстарішому домі спантеличлива, а ворогам бракує різноманітності, сутички дуже варіативні.
Сем Лаврідж у GamesRadar+ писала, що сюжет нагадує телесеріал, а світ гри, можливо, один з найунікальніших. Control, утім, відчувається незавершеною, фінал настає швидше і раптовіше, ніж того хотілося б. Наративи Control та її персонажі складні, морально неоднозначні, а іноді й відверто дивні, і Джессі при своїх супергеройських здібностях постає єдиною нормальною людиною.